# Paul Hartmann (Unternehmer)

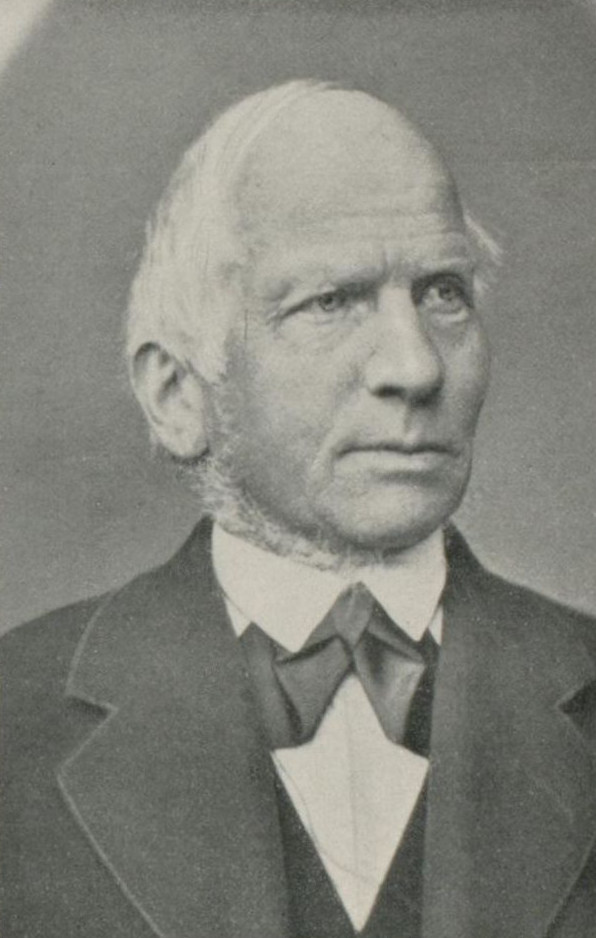
Paul Hartmann

Paul Emil Hartmann (* 18. August 1812 in Heidenheim an der Brenz; † 17. Februar 1884 ebenda) war ein deutscher Unternehmer und Pionier der Verbandstoffindustrie. Er gründete die heutige Paul Hartmann AG in Heidenheim an der Brenz.

## Familie
Paul Hartmann wurde am 18. August 1812 geboren. Er war das achte von 15 Kindern des Textilunternehmers Ludwig von Hartmann und der Christiane Dorothee Heyd (1777–1857). Hartmann heiratete 1844 Margarethe Friederike Tröltsch. Aus dieser Ehe gingen acht Kinder hervor, darunter die Söhne Paul jun. (* 1845), Albert (1846–1909), Arthur (1849–1931) und Oskar (1851–1900). Paul Hartmann jun., der Kommerzienrat Albert Hartmann und Oskar Hartmann waren Mitinhaber der väterlichen Firma und Arthur Hartmann war ein bekannter HNO-Arzt in Berlin. Arthur und Oskar heirateten die Schwestern Johanna und Martha Blanckertz, Töchter des Berliner Fabrikanten Heinrich Siegmund Blanckertz.

## Leben
Als Paul Hartmann 1834 seine Ausbildung abgeschlossen hatte, trat er in den 1818 gegründeten Betrieb seines Vaters Ludwig Hartmann (Ludwg Harmann’s Söhne) ein. 1843 wurden die gesamten Geschäfte auf ihn und seine Brüder Carl und Eduard übertragen. Paul Hartmann übernahm die Heidenheimer Baumwollspinnerei, sein Bruder Carl die Weißbleiche, Eduard die Spinnerei in Herbrechtingen.
Als Paul 1867 die „Scheckenbleiche“ in Heidenheim erwarb, gründete er einen eigenen Betrieb, die Firma „Paul Hartmann in Heidenheim, Bleiche, Färbereigeschäft und Appreturanstalt“. Mit Hilfe seines Sohnes Albert baute Paul Hartmann den Betrieb zu einer „Verbandstofffabrik“ aus, wo 1870 erstmalig in Deutschland Watte nach Angaben von Victor von Bruns fabrikmäßig hergestellt wurde. Die systematische Produktion von Verbandwatte nach Victor von Bruns Methode zur Entfettung von Baumwolle, begann 1873. Ein Jahr darauf startete Hartmann die Produktion antiseptischer Verbandstoffe nach Joseph Listers Methode. Nach cdm Tod des älteren Bruders Carl beschlossen Paul und Eduard Hartmann, die Firma Ludwig Hartmann's Söhne endgültig aufzulösen und gründeten auf Basis der von ihnen betriebenen Geschäftszweige ihre eigenen Firmen. Eduard behielt den alten Firmennamen für die Spinnerei in Herbrechtingen bei, während Paul in Heidenheim die Firma Paul Hartnmann gründete. 1883 erhielt seine Firma vom Jakobsspital in Leipzig den ersten Großauftrag, den Paul Hartmann abends noch persönlich verpackte.